# Gotra striatipleuris
Gotra striatipleuris är en stekelart som först beskrevs av Cameron 1911.  Gotra striatipleuris ingår i släktet Gotra och familjen brokparasitsteklar. Inga underarter finns listade i Catalogue of Life.